# Wilmen Bravo Isaga
Wilmen Bravo Isaga (* 22. Dezember 1981) ist ein venezolanischer Straßenradrennfahrer.
2006 wurde Bravo nach einer positiven Dopingkontrolle für vier Monate gesperrt. Er gewann 2007 die vierte Etappe der Vuelta a Venezuela. In der Saison 2009 gewann er eine Etappe beim Clásica San Eleuterio und konnte so auch die Gesamtwertung für sich entscheiden. Außerdem war er jeweils bei einem Teilstück der Vuelta Internacional al Estado Trujillo, der Vuelta a Yacambu-Lara und der Vuelta a Santa Cruz de Mora erfolgreich. 2010 gewann Bravo eine Etappe der Vuelta a Cuba und 2011 eine Etappe der Vuelta a Venezuela.

## Erfolge
2007
- eine Etappe Vuelta a Venezuela

2010
- eine Etappe Vuelta a Cuba

2011
- eine Etappe Vuelta a Venezuela

2017
- eine Etappe und Sprintwertung Vuelta al Táchira

2019
- eine Etappe Vuelta Ciclista a Miranda